# 1. nordlige breddekreds
Den 1. nordlige breddekreds (eller 1 grad nordlig bredde) er en breddekreds, der ligger 1 grad nord for ækvator. Den løber gennem Atlanterhavet, Afrika, det Indiske Ocean, Sydøstasien, Stillehavet og Sydamerika.